# Козер (приток Алаша)
Козе́р — река в России, течёт по территории Бай-Тайгинского кожууна на западной окраине Тывы. Правый приток верхнего течения Алаша.
Длина реки составляет 38 км.
Козер начинается от группы озёр на высоте примерно 2500 м над уровнем моря около перевала Кара-Тасырган в месте стыка хребтов Шапшальский и Козер. Течёт на север, около устья поворачивает на северо-восток. Впадает в Алаш в 142 км по правому берегу на высоте около 1520 м над уровнем моря, немного выше озера Ташту-Холь.
Притоки (от истока): Голубой (левый), Быстрый (левый), Каменный (левый), Узун (правый), Улуг-Оюк (правый), Шокаркат (левый), Ошоглы-Чарык (правый), Тежик-Оюк (левый), Устю-Чарык (правый), Чангаскат (левый), Орту-Чарык (правый), Адакы-Чарык (правый).

## Данные водного реестра
По данным государственного водного реестра России относится к Енисейскому бассейновому округу. Речной бассейн озера — Енисей, речной подбассейн озера — Енисей между слиянием Большого и Малого Енисея и впадением Ангары, водохозяйственный участок озера — Енисей от истока до Саяно-Шушенского гидроузла.
Код объекта в государственном водном реестре — 17010300112116100009314.